# Atletica leggera ai Giochi della XVII Olimpiade - Staffetta 4×100 metri femminile
La competizione della staffetta 4×100 metri femminile di atletica leggera ai Giochi della XVII Olimpiade si è disputata nei giorni 7 e 8 settembre 1960 allo Stadio Olimpico di Roma

## Risultati
In batteria gli Stati Uniti stabiliscono il nuovo record del mondo con 44"4 (44"51).

In finale non sbagliano nulla e vincono l'oro.

### Turni eliminatori
| 2 Batterie | 7 settembre | 10 squadre | Si qualificano le prime 3. |
| Finale     | 8 settembre | 6 squadre  |                            |

### Batterie
| Pos. | Nazione       | Atleti                                                          | Tempo Ufficiale | Tempo Ufficioso |
| ---- | ------------- | --------------------------------------------------------------- | --------------- | --------------- |
| 1    | Gran Bretagna | Carole Quinton, Dorothy Hyman Jennifer Ann Smart, Mary Rand     | 45"8            | 45"92           |
| 2    | Germania      | Martha Langbein, Anni Biechl Brunhilde Hendrix, Jutta Heine     | 45"8            | 45"96           |
| 3    | Italia        | Letizia Bertoni, Sandra Valenti Piera Tizzoni, Giuseppina Leone | 46"6            | 46"76           |
| 4    | Ungheria      | Erzsébet Bartos, Mária Bácskai Antónia Munkácsi, Ildikó Jónás   | 47"3            | 47"54           |
| 5    | Canada        | Nancy Lewington, Sara McCallum Valerie Jerome, Eleanor Haslam   | 47"9            | 48"05           |

| Pos. | Nazione          | Atleti                                                                | Tempo Ufficiale | Tempo Ufficioso |
| ---- | ---------------- | --------------------------------------------------------------------- | --------------- | --------------- |
| 1    | Stati Uniti      | Martha Hudson, Lucinda Williams Barbara Jones, Wilma Rudolph          | 44"4            | 44"50           |
| 2    | Unione Sovietica | Vera Krepkina, Valentina Maslovska Marija Itkina, Irina Press         | 45"0            | 45"15           |
| 3    | Polonia          | Teresa Ciepły, Barbara Janiszewska Celina Jesionowska, Halina Górecka | 45"3            | 45"40           |
| 4    | Panama           | Silvia Hunte, Carlota Gooden Lorraine Dunn, Jean Holmes               | 46"5            | 46"66           |
| DQ   | Australia        | Marlene Mathews, Norma Thrower Norma Croker, Patricia Duggan          | 47"5            | 47"59           |

### Finale
| Pos.    | Nazione          | Atleti                                                                | Tempo Ufficiale | Tempo Ufficioso |
| ------- | ---------------- | --------------------------------------------------------------------- | --------------- | --------------- |
| Oro     | Stati Uniti      | Martha Hudson, Lucinda Williams Barbara Jones, Wilma Rudolph          | 44"5            | 44"72           |
| Argento | Germania         | Martha Langbein, Anni Biechl Brunhilde Hendrix, Jutta Heine           | 44"8            | 45"00           |
| Bronzo  | Polonia          | Teresa Ciepły, Barbara Janiszewska Celina Jesionowska, Halina Górecka | 45"0            | 45"19           |
| 4       | Unione Sovietica | Vera Krepkina, Valentina Maslovska Marija Itkina, Irina Press         | 45"2            | 45"39           |
| 5       | Italia           | Letizia Bertoni, Sandra Valenti Piera Tizzoni, Giuseppina Leone       | 45"6            | 45"80           |
| -       | Gran Bretagna    | Carole Quinton, Dorothy Hyman Jennifer Ann Smart, Mary Rand           | Rit.            | Rit.            |